# Thy Serpent
Thy Serpent est un groupe de black metal symphonique finlandais, originaire d'Espoo. En 1996 sort leur premier album Forest of Witchery au label Spinefarm. L'année suivante, en 1997, le groupe publie son deuxième album studio, Lords of Twilight, toujours chez Spinefarm, suivi en 1998 par son troisième album Christcrusher. En 2000, le groupe publie l'EP Death

## Biographie
Thy Serpent est formé en 1992 par Sami Tenetz, fondateur de Spikefarm Records, sous-label extrême de Spinefarm Records,. Durant une interview avec le magazine Decibel en 2015, Tenetz explique avoir formé Thy Serpent pour « faire l'album qui me satisfera,même si, avant ça, je n'avais ni joué ni composé de ma vie. Ca a pris quatre ans avant que Spinefarm ne publie le premier album de Thy Serpent. » En 1994, Tenetz enregistre la démo Frozen Memory, suivie par Into Everlasting Fire en 1995. En 1995, Tenetz est rejoint par Agathon à la batterie, et Luopio à la basse. 
En 1996 sort leur premier album Forest of Witchery au label Spinefarm,, et est relativement bien accueilli par la presse spécialisée},. L'année suivante, en 1997, le groupe publie son deuxième album studio, Lords of Twilight toujours chez Spinefarm. Il est accueilli d'une manière mitigée par la presse spécialisée,. En 1998, Thy Serpent signe avec le label Nuclear Blast et publie son troisième album studio Christcrusher, composé de quatre chansons, qui est félicité par la presse spécialisée,. L'album atteint la 38e place des classements musicaux finlandais.
En 2000, Thy Serpent publie l'EP Death. En 2015, Tenetz explique que le groupe a enregistré trois nouvelles chansons en 2013, et qu'il prévoit la sortie possible de deux nouveaux albums en 2016.

## Membres

### Membres actuels
- Sami Tenetz – tous les instruments (1992-1995), guitare (depuis 1992), chant (1992-1999), clavier (1995-1999)[2]
- Luopio – basse, clavier, chant (1996-1997), basse (depuis 2010)[2]
- Azhemin – clavier, chant (depuis 1996), basse (depuis 1998)[2]
- Marko « Baron » Tarvonen – batterie (depuis 2007)[2]

### Anciens membres
- Pekka Sauvolainen – batterie (1995)[2]
- Teemu « Somnium » Raimoranta – guitare (1995-1996 ; décédé en 2003)[2]
- Börje – guitare (1995)[2]
- Agathon – batterie, chant (1996-1999)[2]
- Alexi Laiho – guitare (1997-1998)[2]
- Teemu Laitinen – batterie (1999-2007)[2]
- Tomi Ullgrén – guitare (1999-2007)[2]

## Discographie
- 1996 : Forests of Witchery
- 1997 : Lords of Twilight
- 1998 : Christcrusher
- 2000 : Death (EP)